# Sehirini

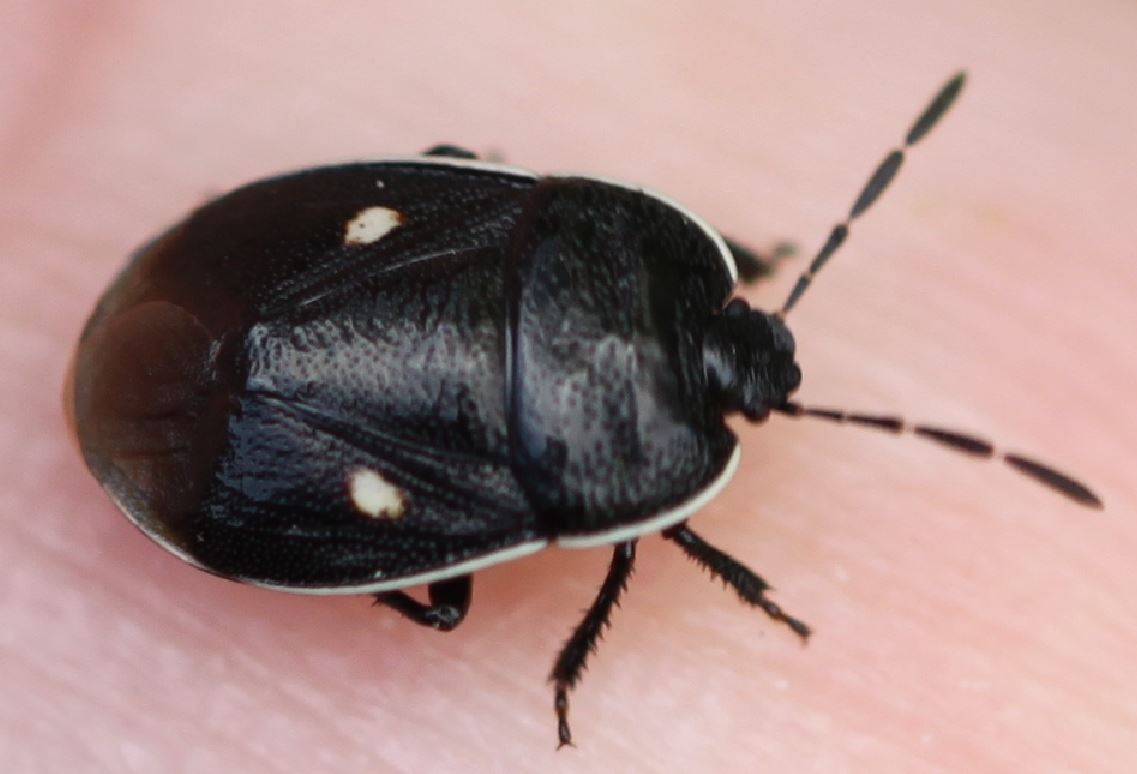
Błyszcz dwuplamek

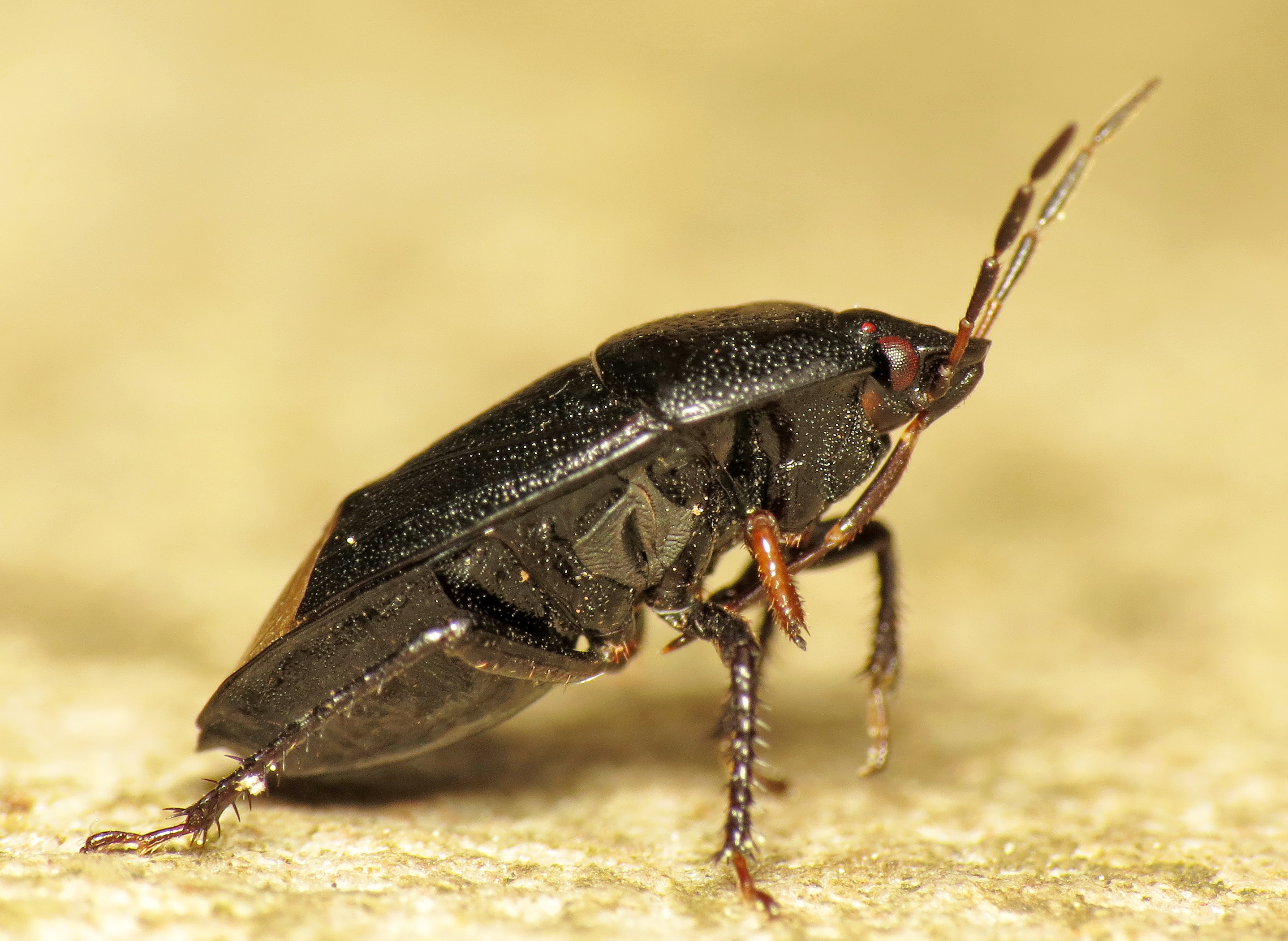
Ziemik spiżowy

Sehirini – plemię pluskwiaków z podrzędu różnoskrzydłych, rodziny ziemikowatych i podrodziny Sehirinae. Obejmuje około 80 opisanych gatunków, zgrupowanych w 12 rodzajach.

## Morfologia
Pluskwiaki o ciele z wierzchu wysklepionym, rzadziej nieco przypłaszczonym. W ich ubarwieniu dominują czernie i brązy, czasem z jaśniejszym wzorem lub metalicznym połyskiem. Półokrągła do prawie trójkątnej głowa zaopatrzona jest w pozbawione szczecinki szczytowej oczy złożone, przyoczka oraz pięcioczłonowe czułki. Na głowie brak jest szczecinek i kolców; płytki żuwaczkowe pozbawione są chetoporów. Szersze niż dłuższe przedplecze pozbawione jest rowka subapikalnego oraz szeregu chetoporów i długich szczecinek wzdłuż bocznych krawędzi. Na bokach przedplecza wyrastają tylko krótkie, włosowate, słabo widoczne szczecinki. Dłuższa niż szeroka tarczka ma zaokrąglony wierzchołek. Półpokrywy mają krawędzi kostalne pozbawione chetoporów, co najwyżej zaopatrzone w kilka krótkich, słabo dostrzegalnych szczecinek. Użyłkowanie skrzydeł tylnej pary cechuje się wyrastaniem żyłki radialnej i medialnej ze wspólnego trzonka. Gruczoły zapachowe zatułowia mają ujścia z wydłużonymi, sierpowato zakrzywionymi wierzchołkami. Odnóża są smukłe. Przednia ich para ma trójgraniaste golenie. Stopy osadzone są na goleniach wierzchołkowo i mają człon drugi cieńszy od pierwszego i trzeciego. Sternity odwłoka od trzeciego do siódmego zaopatrzone są w po dwa trichobotria ustawione w poprzecznych parach za przetchlinkami.

## Ekologia i występowanie
Owady te bytują zwykle na nadziemnych częściach roślin. Część gatunków spotyka się na przyziemnych częściach roślin i w wierzchniej warstwie gleby.
Przedstawiciele plemienia zamieszkują krainy: nearktyczną, palearktyczną, etiopską i orientalną. Największą różnorodność osiągają w Palearktyce, gdzie występuje większość gatunków. W Polsce stwierdzono 10 gatunków z 6 rodzajów. Fauna orientalna zdominowana jest przez element palearktyczny wkraczający na północ Orientu, a za jedyny gatunek typowo orientalny uchodzi Ochetostetchus orientalis.

## Taksonomia
Takson rangi rodzinowej od rodzaju Sehirus wprowadzony został w 1843 roku przez Charlesa Jean-Baptiste'a Amyota i Jean Guillaume Audinet-Serville'a pod nazwą Séhirides.
Plemię to obejmuje około 80 opisanych gatunków, zgrupowanych w 12 rodzajach:
- Adomerus Mulsant & Rey, 1866 – błyszcz
- Canthophorus Mulsant & Rey, 1866
- Crocistethus Fieber, 1860
- Exosehirus Wagner, 1963
- Lalervis Signoret, 1881
- Legnotus Schiødte, 1848
- Ochetostethomorpha Schumacher, 1913
- Ochetostethus Fieber, 1860
- Sehirus Amyot & Audinet-Serville, 1843
- Singeria Wagner, 1955
- Tacolus Schouteden, 1910
- Tritomegas Amyot & Audinet-Serville, 1843 – siedliszek